# Капитолий Пуэрто-Рико
Капито́лий Пуэ́рто-Ри́ко (исп. Capitolio de Puerto Rico, англ. Capitol of Puerto Rico) находится в городе Сан-Хуан (San Juan) — столице территории Пуэрто-Рико. В нём проводит свои заседания Законодательная ассамблея Пуэрто-Рико (исп. Asamblea Legislativa de Puerto Rico, англ. Legislative Assembly of Puerto Rico), состоящая из Палаты представителей и Сената Пуэрто-Рико.

## История и архитектура

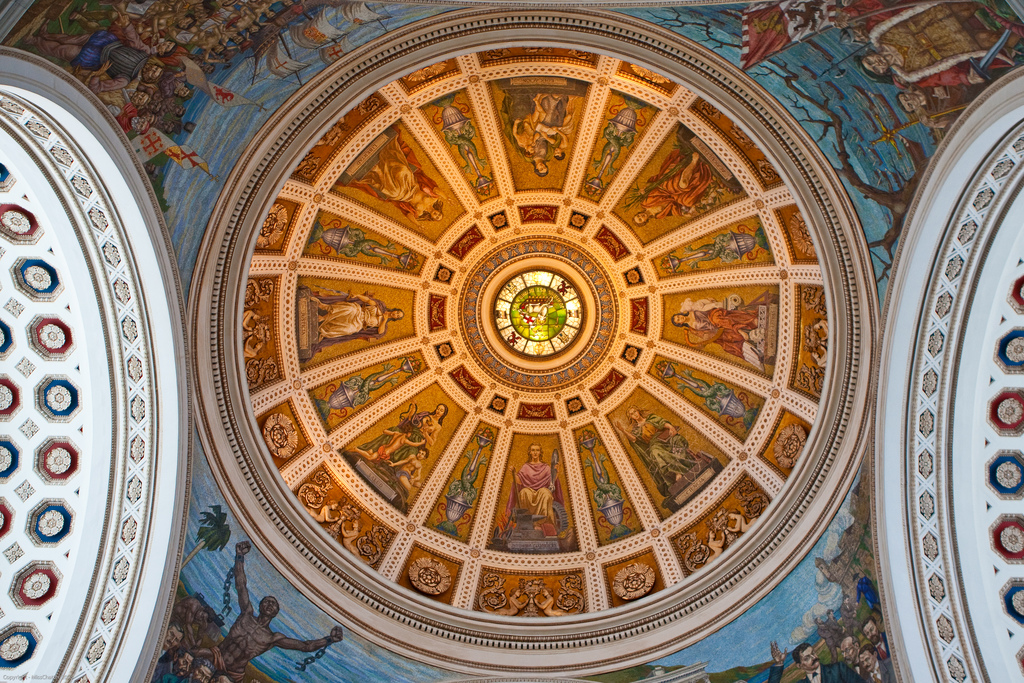
Внутренний вид купола Капитолия Пуэрто-Рико

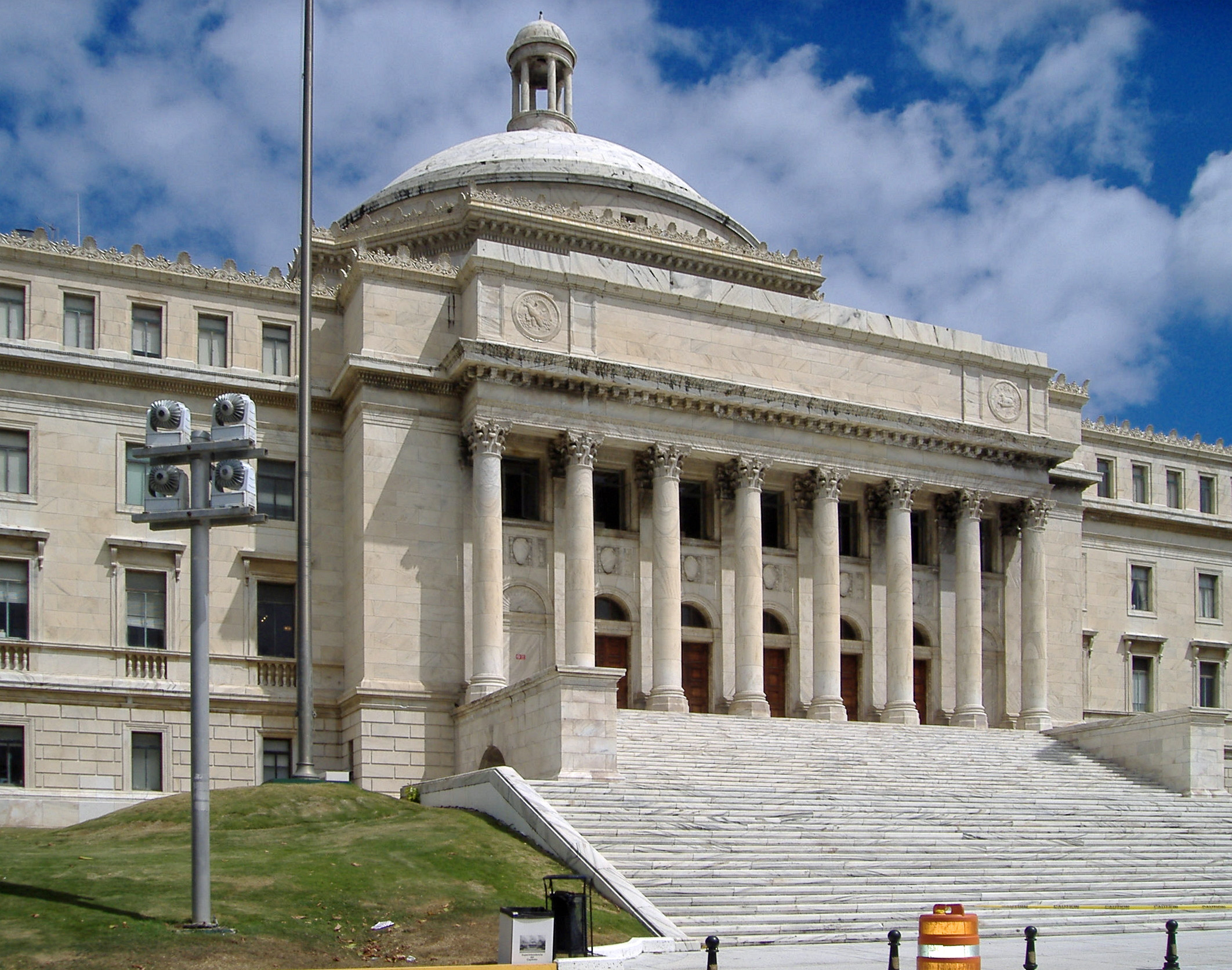
Вид на Капитолий Пуэрто-Рико с южной стороны

Идея постройки Капитолия Пуэрто-Рико была высказана постоянным представителем Пуэрто-Рико в Палате представителей США Луисом Муньосом Риверой в 1907 году — в то время, когда Пуэрто-Рико было колонией США. В том же 1907 году был объявлен архитектурный конкурс на проект здания Капитолия Пуэрто-Рико. На конкурс поступили 134 заявки из США, с Кубы, из Канады, Франции, Испании и из самого Пуэрто-Рико. В результате был выбран проект архитектора Фрэнка Перкинса (Frank E. Perkins) из Нью-Йорка. Тем не менее, через некоторое время этот проект был отвергнут. Выбранный после этого проект местного архитектора Карлоса дель Валле Сено (Carlos del Valle Zeno) также не стал окончательным проектом.
В результате строительство Капитолия Пуэрто-Рико началось только в 1921 году под руководством Антонио Барсело. После строительства первого уровня из-за болезни Антонио Барсело его заменил Рафаэль Кармоега, который вместе с другими архитекторами создал новый проект, по которому строительство Капитолия и было завершено к 1929 году. Купол Капитолия был полностью завершён только к 1961 году.

18 ноября 1977 года Капитолий Пуэрто-Рико был включён в Национальный реестр исторических мест США (под номером 77001555).

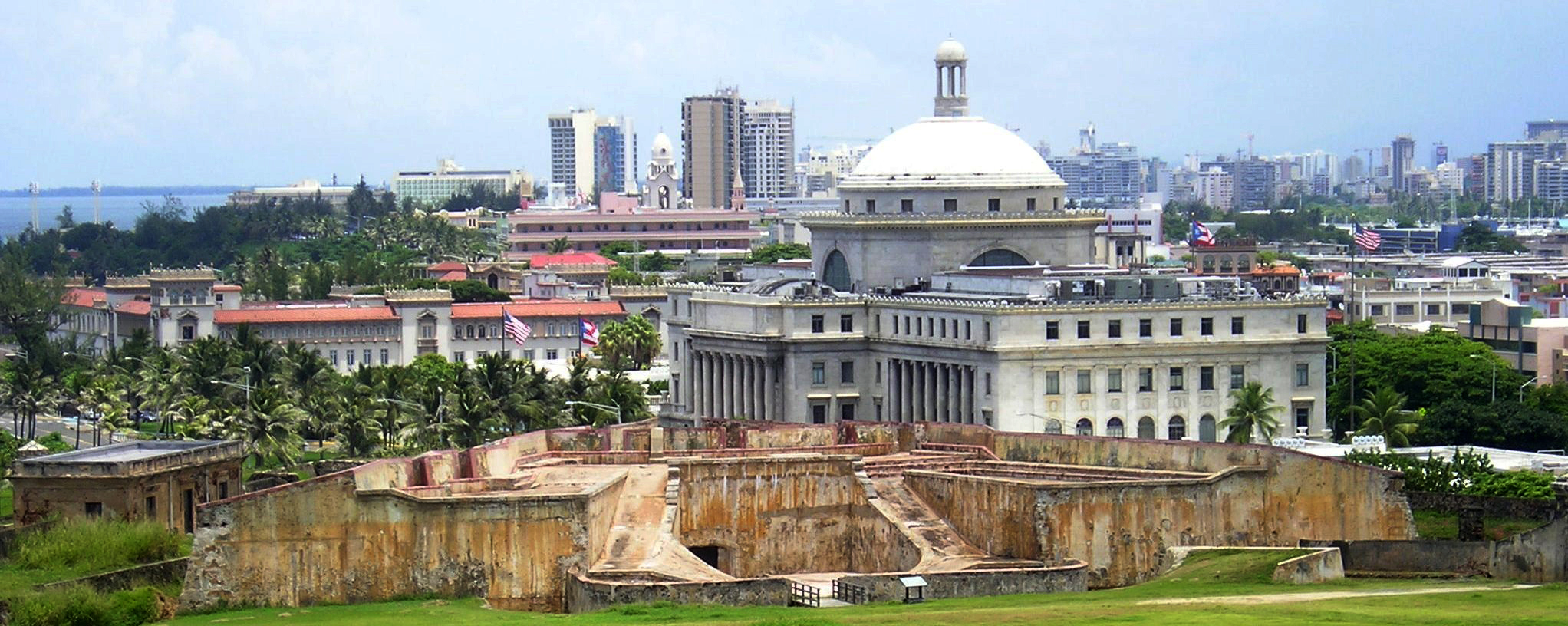
Вид на город Сан-Хуан, на переднем плане — Капитолий Пуэрто-Рико